# Eurojet EJ200
Eurojet EJ200 je dvouproudový motor s přídavným spalováním vyráběný evropským konsorciem Eurojet Turbo GmbH pro bojový letoun Eurofighter Typhoon. Motor je založen na britském prototypu Rolls-Royce XG-40 a umožňuje letounu Eurofighter Typhoon trvale manévrovat nadzvukovou rychlostí. Za tímto účelem je suchý tah motoru (tj. tah bez přídavného spalování) ve srovnání se starším evropským motorem Turbo-Union RB199 podstatně vyšší navzdory stejným rozměrům. Dalším cílem byly nižší náklady na životní cyklus. Bylo upuštěno od tradičního způsobu intervalů údržby a místo toho byla nainstalována monitorovací jednotka motoru (angl. Engine Monitoring Unit, zkr. EMU), čímž byla zdvojnásobena doba používání bez vlivu na bezpečnost.
Rolls-Royce začal prototyp XG-40 vyvíjet v roce 1984. Náklady na vývoj hradila z 85% britská vláda a Rolls-Royce.

## Specifikace (EJ200)

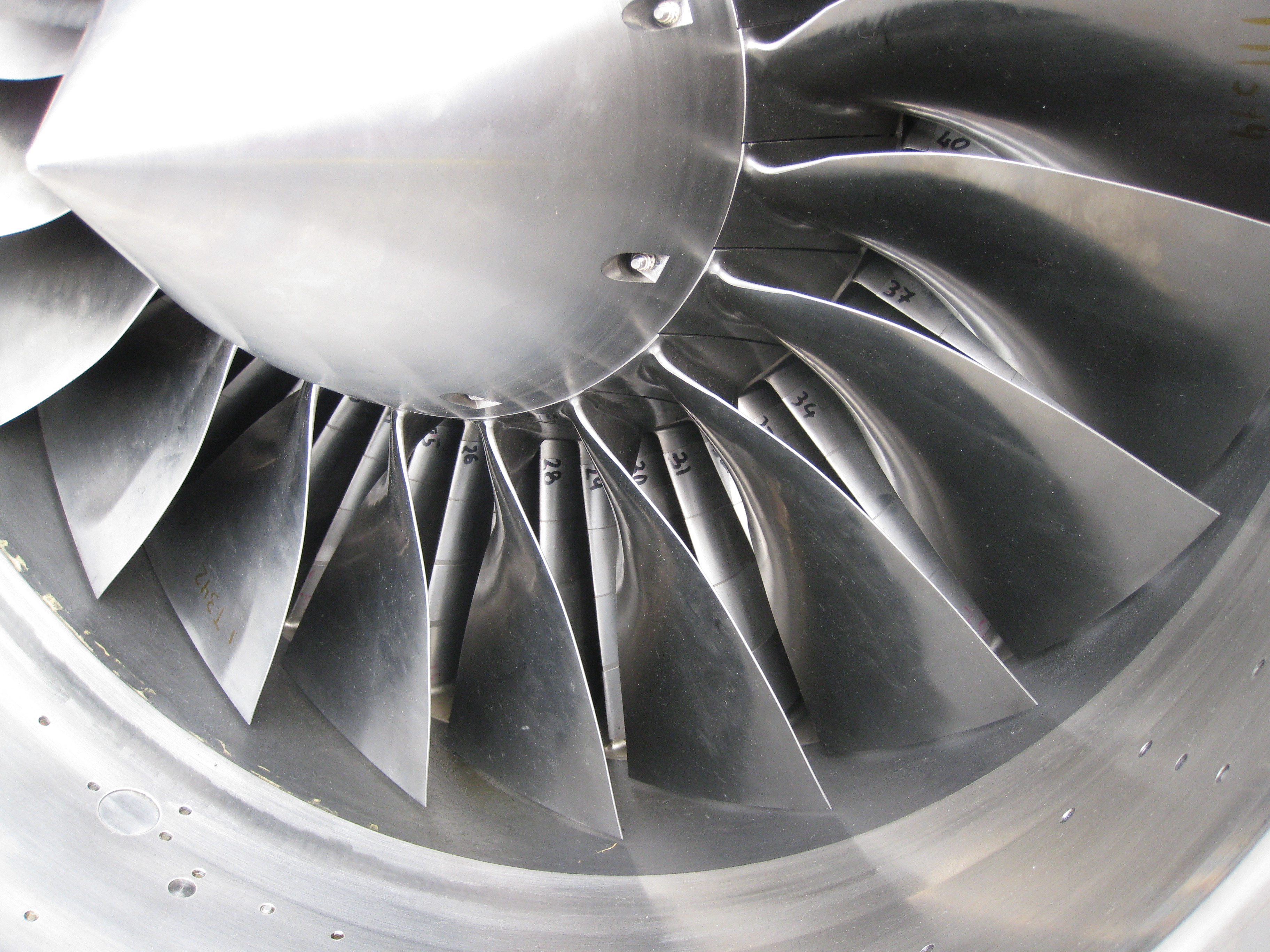
Vstup kompresoru s viditelnými lopatkami rotoru i statoru

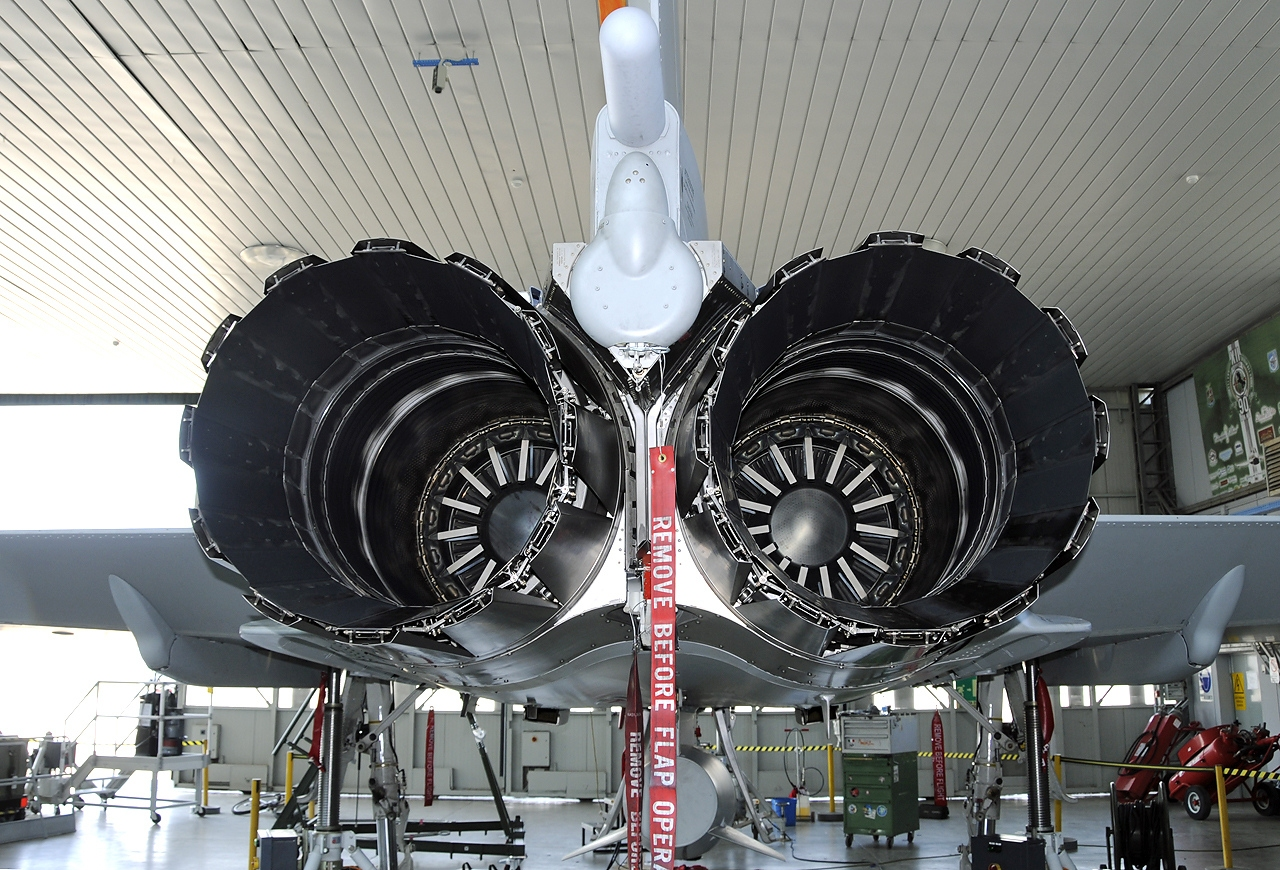
Pohled na přídavné spalování

### Technické údaje
- Typ: Dvouproudový motor s přídavným spalováním
- Délka: 398,7 cm
- Průměr: 73,7 cm
- Hmotnost suchého motoru: 990 kg

### Součásti
- Kompresor: třístupňový nízkotlaký, pětistupňový vysokotlaký kompresor
- Spalovací komora: prstencová
- Turbína: jednostupňová vysokotlaká a nízkotlaká

### Výkony
- Maximální tah: 60 kN (13 500 lbf) a 90 kN (20 200 lbf) (s přídavným spalováním)
- Celkový poměr stlačení: 26:1
- Obtokový poměr: 0,4:1
- Průtok/hltnost vzduchu: 75–77 kg/s
- Teplota plynů před turbínou: 1 530 °C (1 800 K)
- Spotřeba paliva: 4 536–4 968 kg/h a 15 228–15 876 kg/h (s přídavným spalováním)
- Měrná spotřeba paliva: 21–23 g/kNs a 47–49 g/kNs (s přídavným spalováním)
- Poměr tah/hmotnost: 6,11:1 a 9,17:1 (s přídavným spalováním)